# Феї (серія фільмів)
«Феї» (англ. Tinker Bell, дослівно «Дінь-Дінь») — серія анімаційних фентезійних фільмів, заснована на персонажі Дінь-Дінь, створена DisneyToon Studios в рамках франшизи Феї від Disney після створення низки фільмів про Вінні-Пуха, призначених для прямої трансляції відео. У фільмах звучать голоси Мей Вітман, Люсі Лью, Рейвен-Сімоне, Америки Феррери, Крістін Ченовет та Памели Едлон. Було знято шість художніх фільмів та один телевізійний спеціальний випуск: «Феї», «Феї: Загублений скарб», «Феї: Фантастичний порятунок», «Таємниця магічних крил», «Змагання у долині фей» (спеціальний випуск), «Феї: Таємниця піратського острова» та «Феї і легенда загадкового звіра». Серіал є спін-офом та приквелом «Пітера Пена». Спочатку розроблений як франшиза із прямою трансляцією на відео, серіал був випущений у кінотеатрах починаючи з третього фільму.

## Персонажі
| Персонаж         | Озвучення        | Український дубляж | Опис |
| ---------------- | ---------------- | ------------------ | --- |
| Дінь-Дінь        | Мей Вітман       | Марина Локтіонова  | Талановита фея-майстриня, найближча подруга та помічниця Пітера Пена. Вона народилася в Долині Фей, що в Небувалії, та пережила там безліч пригод зі своїми казковими друзями. У фільмі «Таємниця магічних крил» Дінь-Дінь дізнається, що має сестру на ім'я Барвінка. |
| Срібляночка      | Люсі Лью         | Анна Кузіна        | Фея води східноазіатського походження. |
| Ірідеса          | Рейвен-Сімоне    | Катерина Качан     | Фея світла африканського походження. |
| Розета           | Меґан Гілті      | Тетяна Пиріжок     | Садова фея, що розмовляє з південним акцентом. |
| Відія            | Памела Едлон     | Світлана Шекера    | Фея-метеор, яка спочатку була суперницею Дінь-Дінь, але пізніше виправилася і подружилася з нею. |
| Фауна            | Анджела Бартіс   | Наталія Романько   | Фея тварин латинського походження. |
| Бобл             | Роб Полсен       | Іван Розін         | Майстер, жвавий як горобець. Кращий друг Бряца. |
| Бряц             | Джеф Беннетт     | Сергій Солопай     | Майстер, хоч гладкий, але жвавий. Кращий друг Бобла. |
| Теренс           | Джессі МакКартні | Іван Оглоблін      | Найкращий друг Дінь-Дінь. Його професія — комірник, також охороняє пил. Він має романтичні почуття до Дінь, але вона цього не помічає. |
| Фея Мері         | Джейн Горрокс    | Тетяна Антонова    | Глава фей-майстрів. Вона повненька, метушлива, організована і дуже пишається тим, що є майстринею. |
| Королева Кларіон | Анжеліка Г'юстон | Ольга Радчук       | Королева талантів, добра та мудра правителька Долини Фей. |

## Тематичні пісні
| Рік  | Фільм                             | Тематична пісня                           | Оригінальний виконавець | Український виконавець    |
| ---- | --------------------------------- | ----------------------------------------- | ----------------------- | ------------------------- |
| 2008 | Феї                               | «Fly to Your Heart» (укр. Лети за мрією)  | Селена Ґомес            | Юлія Горюнова             |
| 2009 | Феї: Загублений скарб             | «Gift of a Friend»                        | Демі Ловато             | звучала в оригіналі       |
| 2010 | Феї: Фантастичний порятунок       | «How to Believe» (укр. Тільки повір)      | Бріджіт Мендлер         | MamaRika                  |
| 2011 | Змагання у долині фей             | «Dig Down Deeper» (укр. Перемоги прагнеш) | Зендея                  | Валентина Лонська         |
| 2012 | Таємниця магічних крил            | «The Great Divide» (укр. Ми як одне)      | McClain Sisters         | Валентина Лонська         |
| 2014 | Феї: Таємниця піратського острова | «Who I Am» (укр. Хто я є)                 | Наташа Бедінґфілд       | Шаніс                     |
| 2015 | Феї і легенда загадкового звіра   | «1,000 Years» (укр. Цілий вік мине)       | Bleu, KT Tunstall       | Тарас Мельник, Міла Нітіч |